# Eurhynchomys
Eurhynchomys är ett släkte av skalbaggar. Eurhynchomys ingår i familjen vivlar.
Kladogram enligt Catalogue of Life:
| Eurhynchomys | \| \| Eurhynchomys decorsei \| \| \| \| \| \| Eurhynchomys longicornis \| \| \| \| |
|              | \| \| Eurhynchomys decorsei \| \| \| \| \| \| Eurhynchomys longicornis \| \| \| \| |
|              | Eurhynchomys decorsei                                                              |
|              |                                                                                    |
|              | Eurhynchomys longicornis                                                           |
|              |                                                                                    |